# Araeomolis nigripuncta
Araeomolis nigripuncta är en fjärilsart som beskrevs av James John Joicey och Talbot 1918. Araeomolis nigripuncta ingår i släktet Araeomolis och familjen björnspinnare. Inga underarter finns listade i Catalogue of Life.